# Pamiria omphisa
Pamiria omphisa is een vlinder uit de familie van de Lycaenidae. De wetenschappelijke naam van de soort werd in 1875 als Polyommatus omphisa gepubliceerd door Frederic Moore.
De soort is ontdekt in Noord-India (Ladakh).